# 晃州風雨橋
晃州風雨橋（こうしゅうふううきょう）は、中華人民共和国湖南省懐化市新晃トン族自治県にある橋
。長さ220メートル、幅120メートル。

## 沿革
2011年3月鉄筋コンクリートの橋梁工事着工。2013年6月竣工。
木製の廊橋は2013年6月に着工し、2014年1月に完成した。

## 文化
南門楼の対聯
| 「 | 春醉晃山開画境 夢圓舞水臥霓虹 ——張波 | 」 |

| 「 | 七彩染龍渓、波光塔影千重画 一弦弾舞水、楚雨湘風万古詩 ——王雪森 | 」 |

北門楼の対聯
| 「 | 橋横舞水湘天添勝景 路貫龍渓楚地展宏圖 ——楊昌坤 | 」 |

| 「 | 橋通勝景三千里 韻寄清風一万年 ——陳湘衡 | 」 |

## ギャラリー
- 晃州風雨橋
- 晃州風雨橋
- 晃州風雨橋